# Xylotrupes

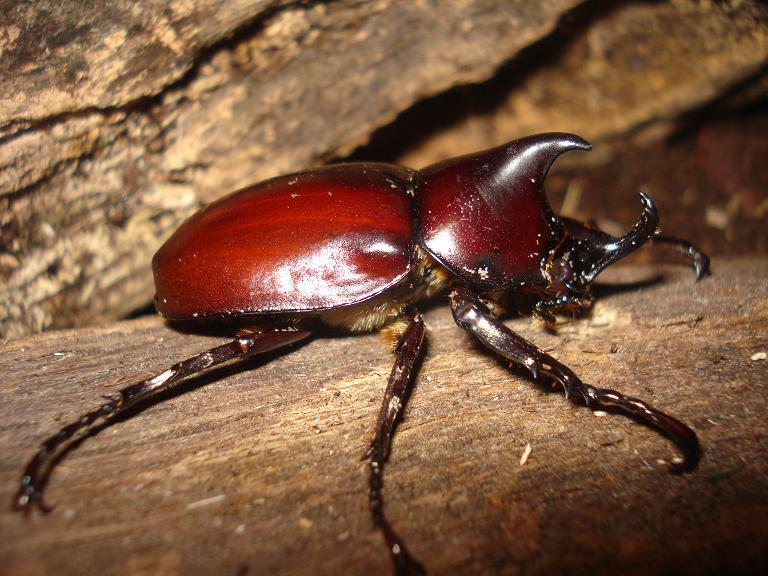
Samiec Xylotrupes sumatrensis

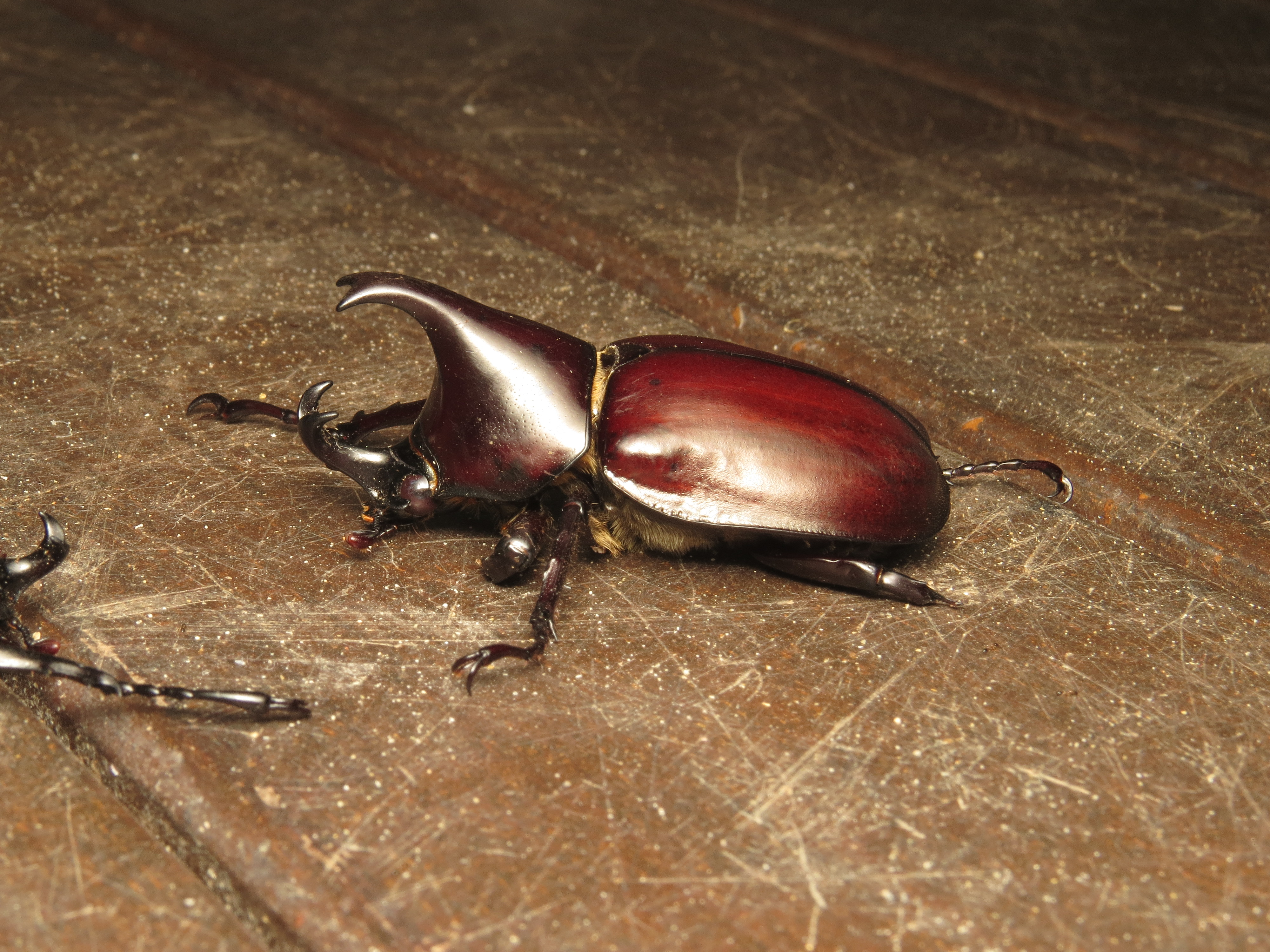
Samiec Xylotrupes ulysses

Xylotrupes – rodzaj chrząszczy z rodziny poświętnikowatych i podrodziny rohatyńcowatych.
Są to duże chrząszcze o ciele długości od 30 do 80 mm. Ubarwienie mają brązowe do czarnego, pozbawione metalicznego połysku. Dymorfizm płciowy jest u nich bardzo silnie zaznaczony. Samce mają na czole i przedpleczu rozwidlone wyrostki zwane rogami, zwykle bardzo długie. Tylna krawędź wyrostka czołowego często zaopatrzona jest w ząb. U samic czoło zaopatrzone jest w dwa niewielkie guzki, a przedplecze jest niezmodyfikowane, równomiernie wypukłe. Czułki zbudowane są z dziesięciu członów i zakończone krótką buławką. Wykrojenie nadustka jest szerokie i płytkie. Żuwaczki mają wykrojone wierzchołki i zaopatrzone w płaty strony zewnętrzne. Punktowanie powierzchni pokryw jest delikatne, silnie rozproszone i nie tworzy podwójnych rządków. Zwykle pokrywy samic, a rzadko także samców porastają szczecinki. Przedpiersie ma krótki wyrostek trójkątnego kształtu. Odnóża przedniej pary u samców są dłuższe niż u samic i mają smuklejsze niż u nich golenie. Przednie golenie zaopatrzone są w trzy ząbki. Propygidium pozbawione jest narządów strydulacyjnych.
Przedstawiciele rodzaju zamieszkują krainę orientalną i australijską.
Systematyka rodzaju według BioLib.cz przedstawia się następująco:
- grupa gatunków gideon
  - Xylotrupes damarensis Rowland, 2006
  - Xylotrupes gideon (Linnaeus, 1767) – rohatyniec borneański
  - Xylotrupes inarmatus Sternberg, 1906
  - Xylotrupes pachycera Rowland, 2006
  - Xylotrupes sumatrensis Minck, 1918
  - Xylotrupes tadoana Rowland, 2006
- grupa gatunków meridionalis
  - Xylotrupes meridionalis Prell, 1914
  - Xylotrupes taprobanes Prell, 1914
- grupa gatunków mniszechi
  - Xylotrupes mniszechi Thomson, 1859
  - Xylotrupes socrates Schaufuss, 1864
- grupa gatunków pubescens
  - Xylotrupes lorquini Schaufuss, 1885
  - Xylotrupes pauliani Silvestre, 1997
  - Xylotrupes philippinensis Endrödi, 1957
  - Xylotrupes pubescens Waterhouse, 1841
- grupa gatunków ulysses
  - Xylotrupes australicus Thomson, 1859
  - Xylotrupes carinulus Rowland, 2011
  - Xylotrupes clinias Schaufuss, 1885
  - Xylotrupes falcatus Minck, 1918
  - Xylotrupes macleayi Montrouzier, 1855
  - Xylotrupes rindaae Fujii, 2011
  - Xylotrupes telemachos Rowland, 2003
  - Xylotrupes ulysses (Guérin-Méneville, 1830)
- gatunki nieprzyporządkowane
  - Xylotrupes beckeri Schaufuss, 1885
  - Xylotrupes faber Silvestre, 2002
  - Xylotrupes lumawigi Silvestre, 2002
  - Xylotrupes oudomxayicus Li, 2016
  - Xylotrupes striatopunctatus Silvestre, 2003
  - Xylotrupes wiltrudae Silvestre, 1997